# Tomáš (apoštol)
Svatý Tomáš zvaný Didimos byl jedním z dvanácti Ježíšových apoštolů. Bývá označován jako nevěřící Tomáš proto, že nevěřil v Ježíšovo vzkříšení, dokud si nesáhl do rány v jeho boku.
Vyskytuje se pokaždé v Novozákonních seznamech apoštolů. V prvních třech evangeliích je kladen vedle Matouše, zatímco ve Skutcích se nachází vedle Filipa. Jeho jméno je odvozeno z aramejského kořene te'ômá, který znamená „blíženec, dvojče“. Janovo Evangelium jej skutečně několikrát nazývá přezdívkou Didimos, která v řečtině znamená právě „dvojče“. Důvod tohoto označení není jasný.
Podle některých pramenů získal toto označení po předcích (jako jiní mužové té doby nesl jméno po otci), podle jiných že byl nakloněn k pochybování (didymus = dubius), anebo že byl skutečně z dvojčat (podle tradice měl sestru Lysii). Také bývá uváděno, že Tomáš a Matouš byli dvojčata, což se opírá o to, že v seznamech apoštolů jsou uvedeni vedle sebe.

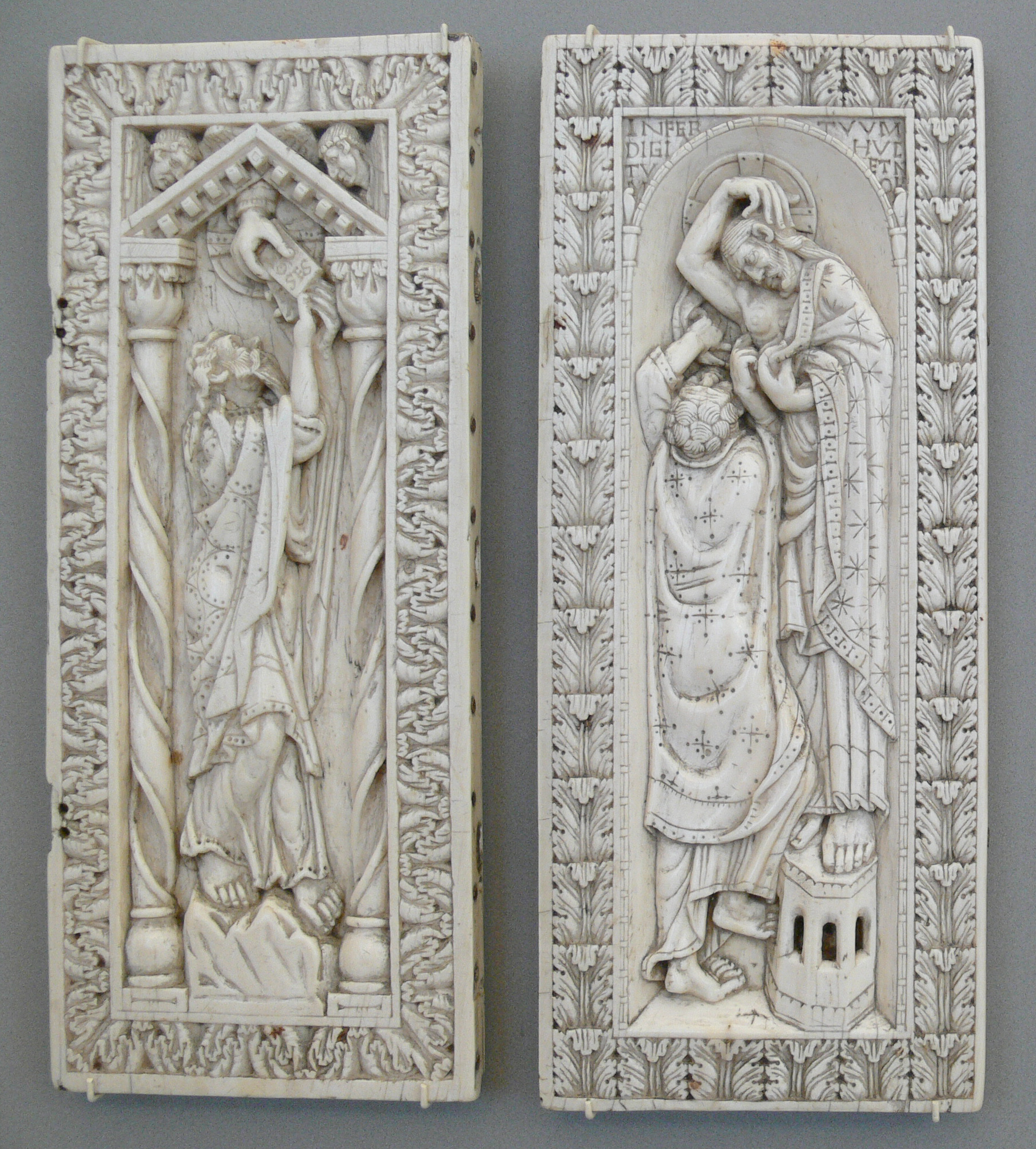
Nejstarší vyobrazení sv. Tomáše, sahajícího do Kristovy rány, diptychon z Trevíru, 10. století (vpravo)

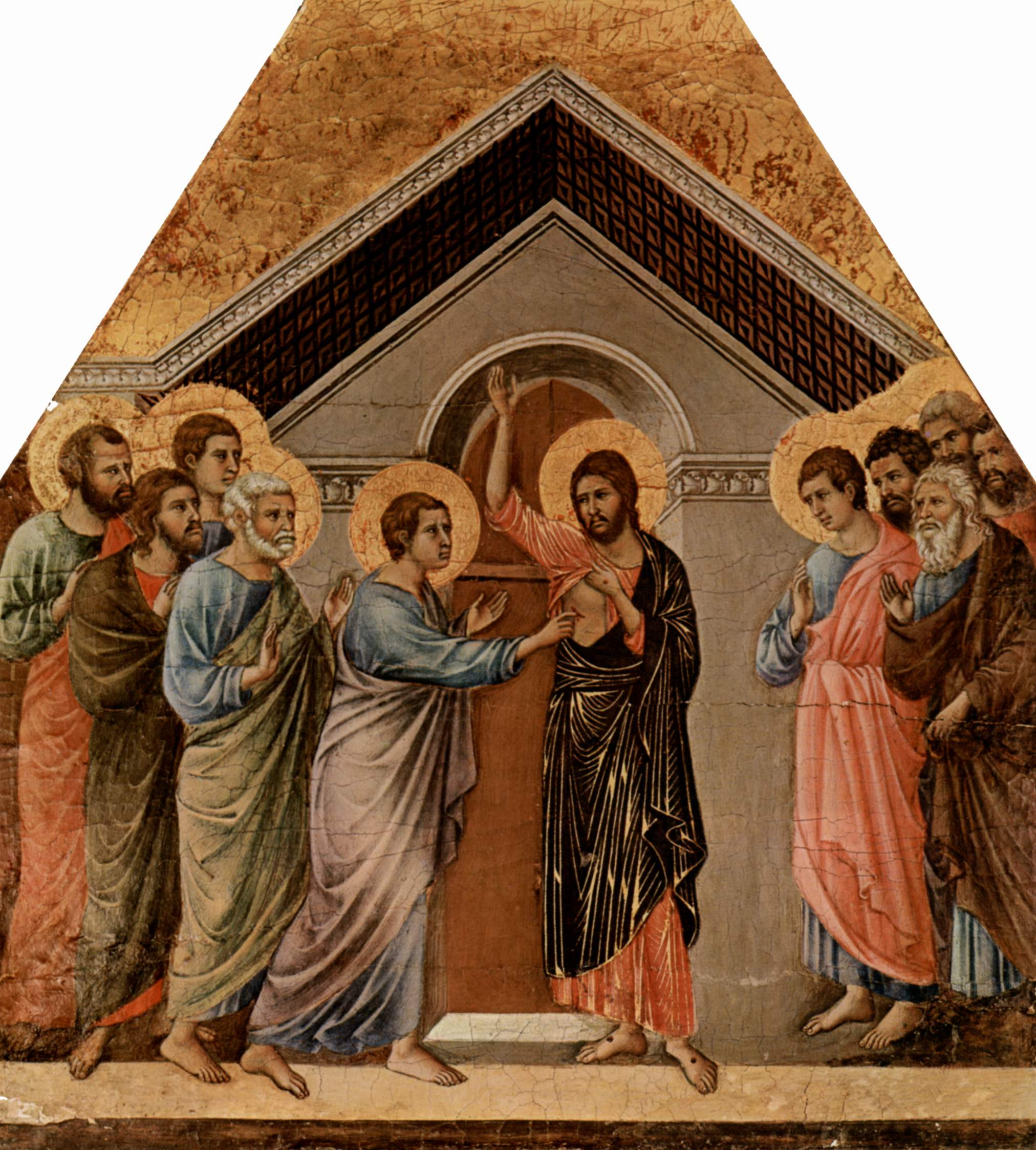
Svatý Tomáš sahá do Kristovy rány, obraz Duccia z Buoninsegny z let 1308-1311

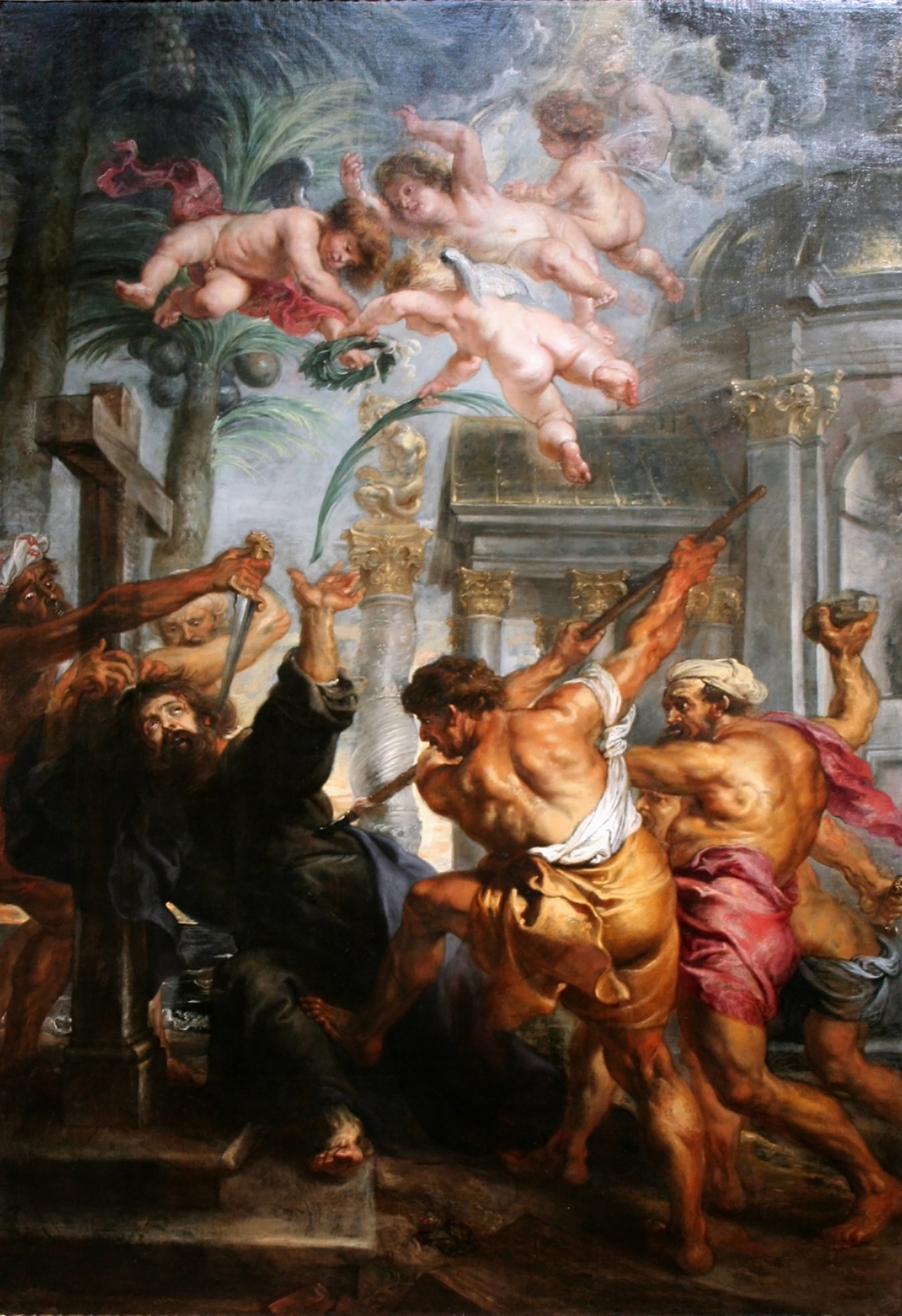
Rubens: Smrt sv. Tomáše, oltářní obraz z kostela sv. Tomáše v Praze (nyní v Národní galerii), 1636-1638

## Život a původ
U starších spisovatelů syrských se jmenuje též Judas Thomas. Podle tradice pocházel z Galileje (snad z města Paneas). Někteří se domnívají, že jako ostatní apoštolové, tak i Tomáš se živil rybolovem. Podle starobylého podání pocházel z chudé rodiny a povoláním byl stavitelem a zedníkem. Faktem zůstává, že patří mezi ty apoštoly, o kterých je více legendárního vyprávění než spolehlivých historických údajů.

## Nový zákon
Zejména čtvrté evangelium podává zprávy o některých rysech jeho osobnosti.
První zmínka se týká pobídky, s níž se obrací na ostatní apoštoly, když se Ježíš v kritické chvíli svého života rozhodne odejít do Betánie vzkřísit Lazara a nebezpečně se tak přiblíží k Jeruzalému (srov. Jn 11,16). Tomáš při té příležitosti řekne svým spoluučedníkům: „Pojďme i my, ať zemřeme spolu s ním!“ Tato jeho rozhodnost následovat Mistra je opravdu příkladná. Tomáš byl mužem ducha statečného s naprostou připraveností ztotožnit svůj úděl s Ježíšovým.
Druhé Tomášovo vystoupení je zaznamenáno při Poslední večeři. Ježíš při té příležitosti předpovídá svůj blížící se odchod; oznamuje, že jde připravit místo učedníkům, aby byli i oni tam, kde je on, a říká jim: „Cestu, kam já jdu, znáte.“ (Jan 14, 4) A tehdy Tomáš vystoupil a řekl: „Pane, nevíme, kam jdeš. Jak můžeme znát cestu?“ (Jan 14, 5) Tímto vystoupením se ve skutečnosti staví na poněkud nižší úroveň chápání, ale jeho slova poskytnou Ježíšovi příležitost vyslovit proslulou definici: „Já jsem cesta, pravda a život. Nikdo nepřichází k Otci než skrze mne.“ (Jan 14, 6)

### Nevěřící Tomáš
Nejznámější, ba dokonce příznačná je scéna s nevěřícím Tomášem, ke které došlo osm dní po Velikonocích. Tomáš nejprve neuvěřil, že se Ježíš zjevil v jeho nepřítomnosti, a řekl: „Dokud neuvidím na jeho rukou jizvy po hřebech a nevložím svůj prst na místo hřebů a nevložím svou ruku do jeho boku, neuvěřím!“ Tomáš se domnívá, že určujícími znaky Ježíšovy totožnosti jsou nyní jeho rány, v nichž se zjevuje, nakolik je miloval. Osm dní poté se Ježíš znovu objevil uprostřed svých učedníků a Tomáš je tentokrát přítomen. Ježíš jej vyzývá: „Vlož sem prst a podívej se na mé ruce, vztáhni ruku a vlož ji do mého boku; a nebuď nevěřící, ale věřící.“  Tomáš reaguje vyznáním: „Pán můj a Bůh můj!“ Evangelista pak pokračuje závěrečnými Ježíšovými slovy: „Protože jsi mě uviděl, uvěřil jsi. Blahoslavení, kdo neviděli a přesto uvěřili.“ Na základě této scény mluví Tomáš Halík o apoštolu Tomášovi jako o prototypu Božího služebníka, jehož údělem je, aby na své cestě víry nesl "břímě svých pochybností a pokušení ke skepsi" a jistoty víry docházel "jen tam, kde se při dotyku ran ve světě dotkne Boha" .

### Svědek vzkříšení
Poslední poznámku k Tomášovi nám uchovalo Janovo evangelium, které ho představuje jako svědka Vzkříšeného Krista v okamžiku, který následoval po zázračném rybolovu na Tiberiadském jezeře (srov. Jan 21, 2). Při té příležitosti je dokonce zmiňován hned po Šimonu Petrovi: zjevný příznak značné vážnosti, které se těšil v prostředí prvních křesťanských komunit.

## Tomášova evangelia
Jeho jménem jsou nazvány apokryfní Skutky Tomášovy a Tomášovo evangelium, které ale nebyly zahrnuty do kánonu Nového zákona.

## Místa evangelizace
Po Seslání Ducha svatého prokázal Tomáš svoji horlivost a vyšel do světa hlásat evangelium ze všech apoštolů nejdál a na nejvíce různých místech.
Svatý Tomáš nejprve evangelizoval Sýrii a potom Persii (jak o tom referuje už Origenes, citovaný Eusebiem z Cesareje) tzn. země mezi Eufratem a Indem obývané národy (Parthů, Peršanů, Médů, Hyrkánů, Baktarů), které žily na územích dnešních států Sýrie, (Irák, Írán, Turkmenistán, Afghánistán, Uzbekistán, Tádžikistán a Pákistán). Odtud se podle malabarského breviářového čtení vydal do Číny, zřejmě po hedvábné stezce. Podle jednoho starobylého obrazu se usuzuje i na jeho působení v Tamo. Odtud se vydal do západní a jihovýchodní Indie, jak o tom vypravují Skutky Tomášovy.
Tam také podstoupil mučednickou smrt asi roku 72. Podle zpráv svatých otců zemřel ve městě (Mylapore (česky dříve Kalamína), které je nyní částí velkoměsta Čennaí). Byl, snad na příkaz krále Mazdaie, proboden kopím. Jeho údajný hrob, nad nímž je bazilika se statutem biskupské katedrály, stojí v Čennaí (dříve Madrás) v indickém státě Tamilnádu.

## Legendy
- Podle jedné legendy se v Persii setkal se Třemi králi a pokřtil je.
- Podle apokryfů byl svatý Tomáš do Indie povolán jako stavitel a měl za dva roky indickému králi Gundapharovi postavit palác, ale peníze, které na stavbu dostal, rozdal chudým a králi pak vysvětlil, že mu tím postavil věčný příbytek v nebi a král se díky tomu obrátil na víru.
- Podle svatotomášských legend opouštěly některé ženy své pohanské muže, kteří jim bránili žít křesťansky. Uvádí se, že Tomáš s tím souhlasil. I kdyby nesouhlasil, muži v něm spatřovali příčinu křesťanské víry svých žen i jejich odporu k pohanství a proto prý poslali čtyři vojíny, aby ho probodli kopím.
- Jiná verze legendy o jeho smrti uvádí, že bojoval proti pohanským modlám a dal ve městě Kalamíně roztavit bronzovou sochu slunečního boha. Rozlícený velekněz za to probodl kopím.
- Další legenda vypráví, že svatý Tomáš každý večer chodíval na blízké návrší, na kterém vytesal ve skále kříž. Když to zjistili pohanští kněží, srotili se nad klečícím modlícím se Tomášem, jeden z nich ho probodl kopím a ostatní dobili kyji.
- Legenda o setkání apoštolů po smrti Panny Marie líčí, jak všichni přišli Marii společně pochovat, jen Tomáš se opozdil, protože to měl z Indie daleko.
- Legenda o Svatém opasku popisuje, jak nevěřícímu Tomáši Panna Marie musela z nebe hodit vlastní opasek na důkaz svého Nanebevzetí.

## Ikonografie a atributy

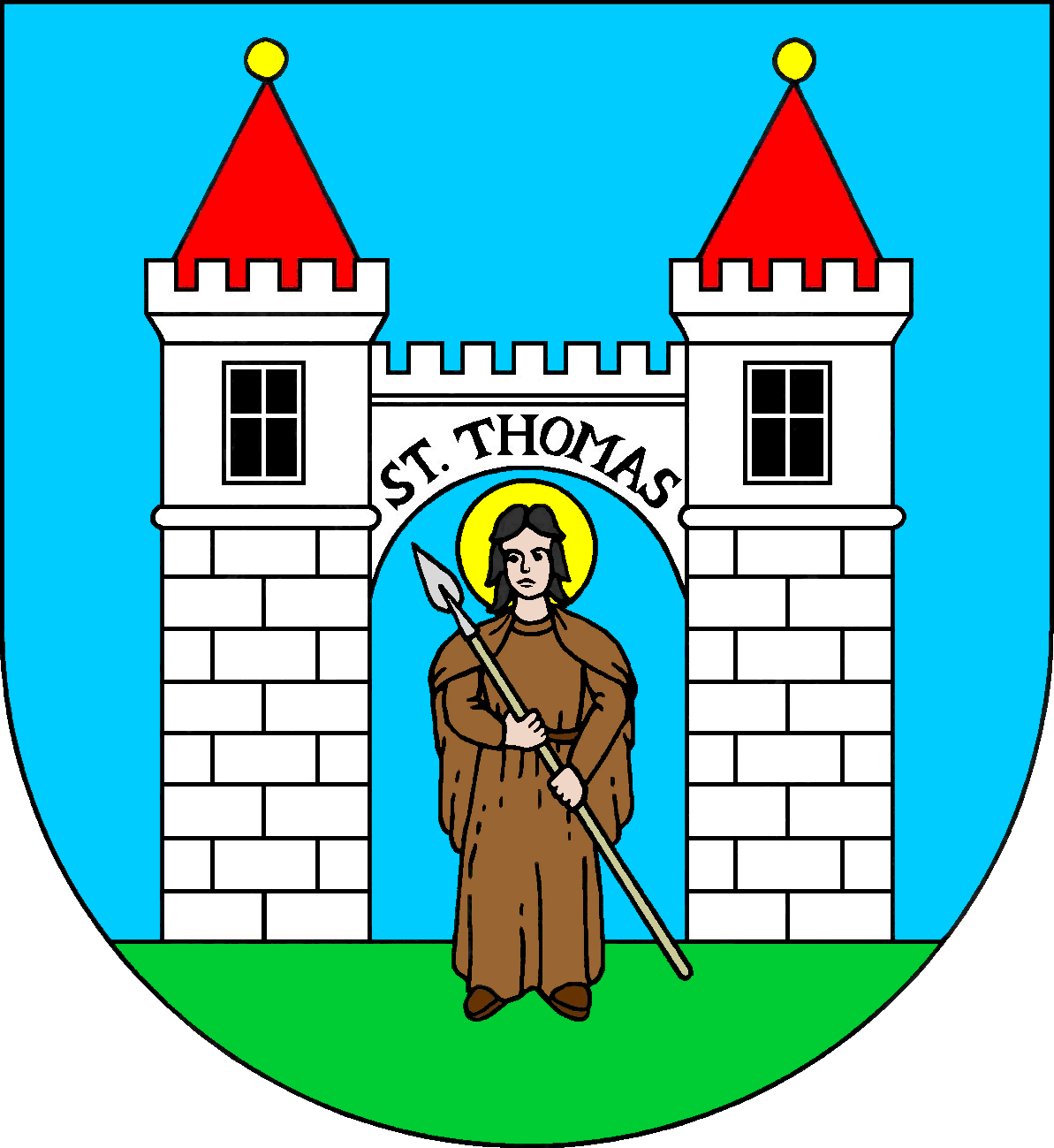
V Česku má Tomáše ve znaku město Dobříš

Tomáš bývá nejčastěji zobrazován jako apoštol středního věku, oděný do římské tuniky. V dějových scénách stojí proti Kristovi a prstem se dotýká jeho rány v boku. Na skupinových obrazech apoštolů u Mariina hrobu hledí Tomáš vzhůru v okamžiku, kdy mu Panna Marie hází svůj opasek, nebo klečí před jejím trůnem a Panna Maria mu opasek podává. Ve dvojicích světců bývá vyobrazen se svatým Augustinem. Ve scéně umučení bývá Tomáš napaden u oltáře dvěma až čtyřmi barbary (Asiaty či Maury), hlavní vrah do něj bodá kopím, druhý mečem nebo dýkou a další hází kamenem.
Jeho atributy jsou kopí nebo jeho hrot, meč, stavitelský úhelník, opasek Panny Marie.

## Patrocinia

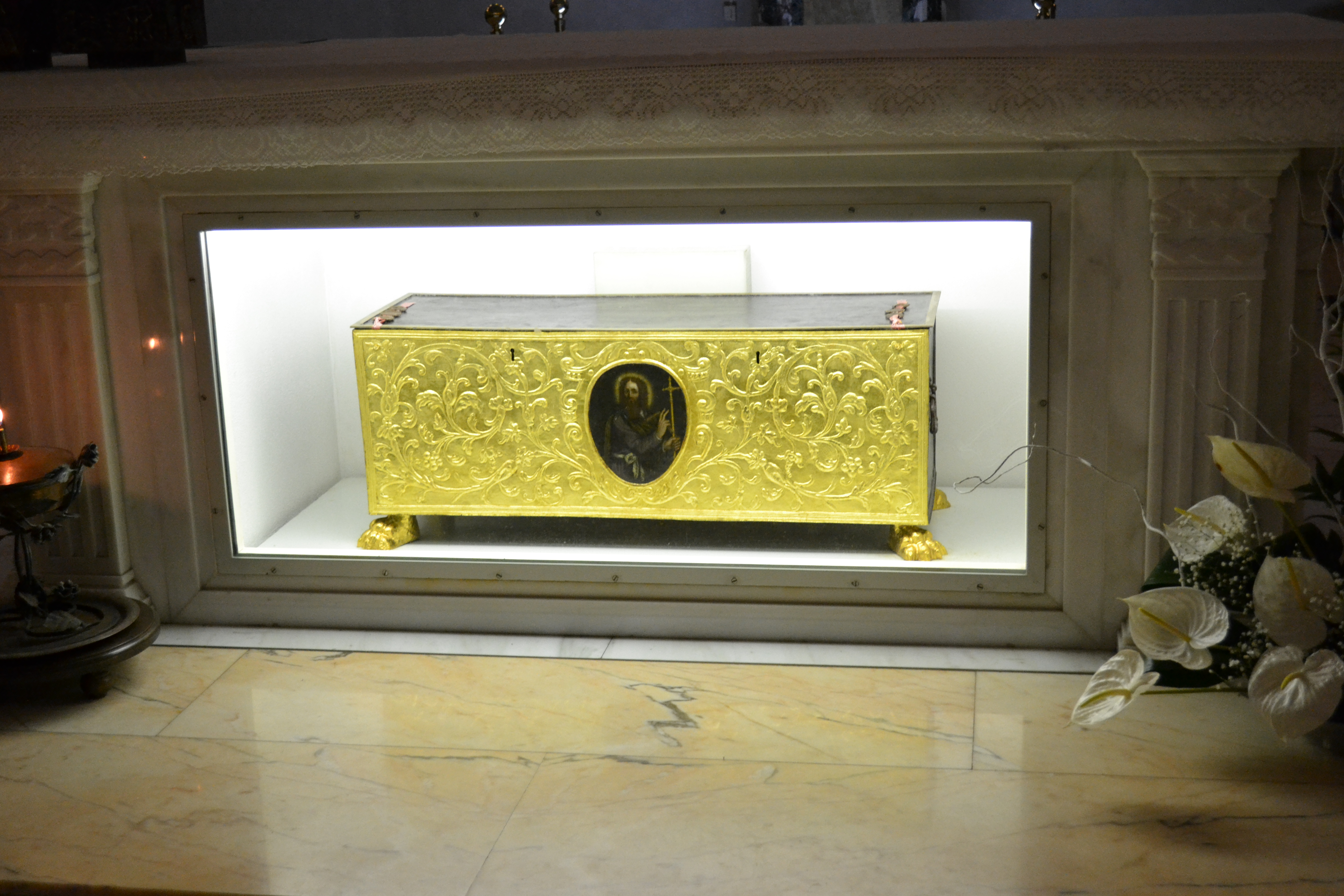
hrob sv. Tomáše v Ortoně

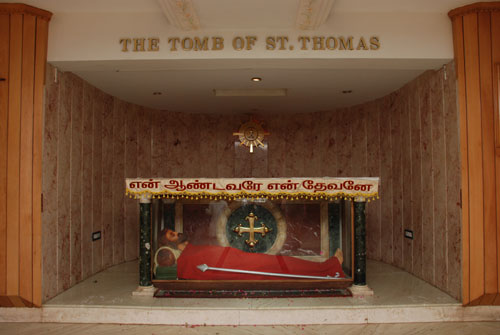
Hrob svatého Tomáše v Čennaí

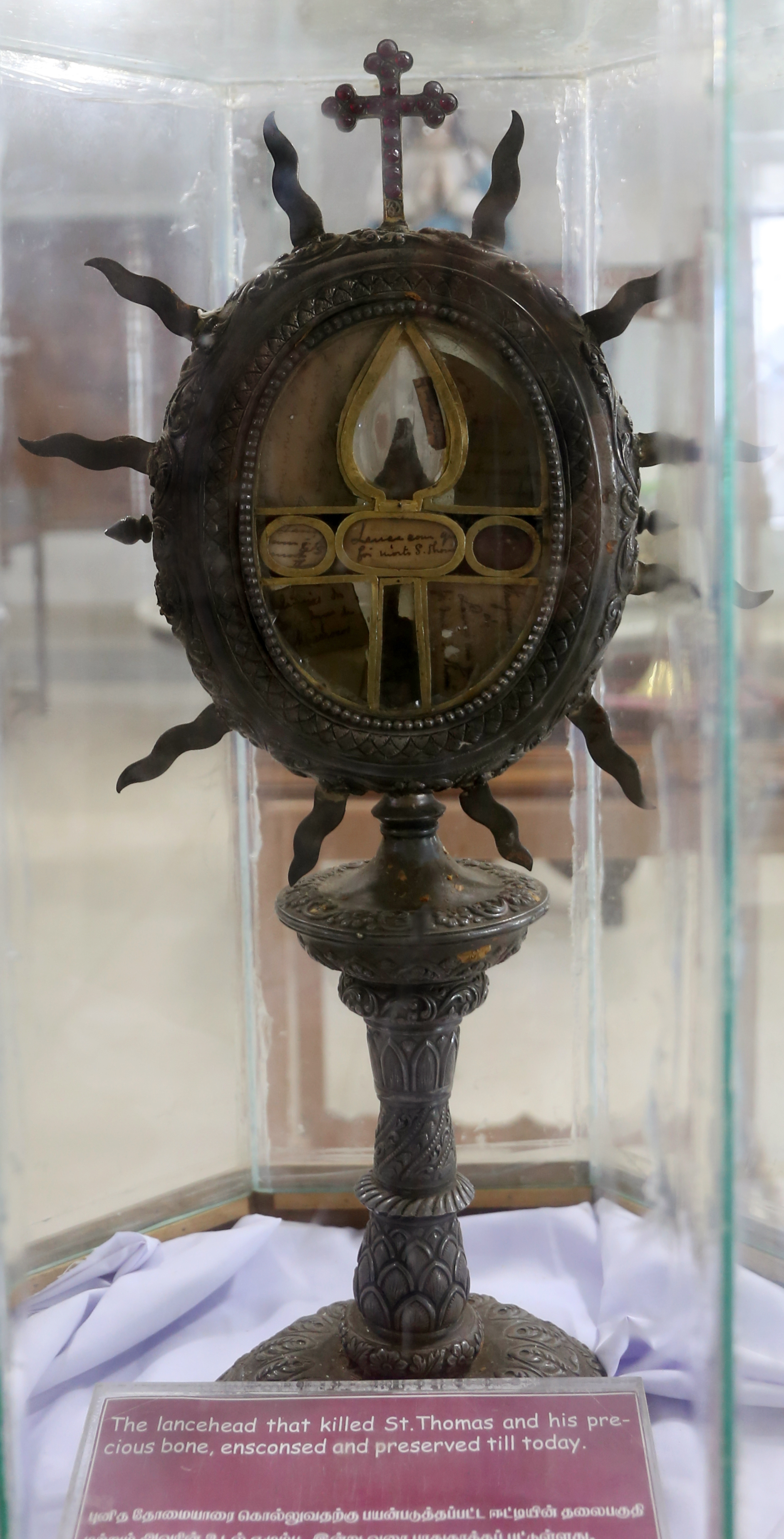
Relikviář s ostatky sv. Tomáše a se šipkou z vražedného kopí, Čennaí

Svatý Tomáš je patronem Goy, Indie, Pákistánu, Portugalska, Ostrovů Svatého Tomáše, měst Ortona, Čennaí a Hora svatého Tomáše, arcidiecéze Madrás-Mylapore, řádu neobutých augustiniánů. 
Ze živností jej uctívají architekti, zedníci, stavitelé, geometři, zeměměřiči, konstruktéři, kameníci, stavebních dělníci a tesaři. Je vzýván při bolestech zad, za dobrý sňatek, proti pochybnostem. Také je patronem nevidomých.

## Ostatky
Ostatky svatého Tomáše byly přeneseny do Edessy roku 212 syrským králem Abgarem VIII. Velikým, který konvertoval ke křesťanství. Podle jiných zdrojů se tak stalo až roku 232 nebo 242. Roku 1258 ostatky putovaly přes řecký ostrov Chios, kde pobyly jen krátce, až skončily ve středoitalské Ortoně, kde jsou uloženy v konkatedrále sv. Tomáše dodnes.
Nad údajným místem jeho smrti, na kopci nad přístavem Mylapore je Hora svatého Tomáše, na níž byla nestoriány zřízena svatyně s kamenným křížem a perským nápisem ze 7. století o jeho kázání a umučení, roku 1523 nad ní Portugalci postavili dosud stojící kostel. V Madrásu na místě zvaném Santhome byla asi roku 1547 postavena bazilika svatého Tomáše, podle své příslušnosti k arcidiecézi Madrás-Mylapore někdy nazývaná katedrála. Věřící na západním pobřeží Indie v Kérale se k jeho památce hlásí jako Tomášovští křesťané.
Jeho svátek se slaví v ortodoxní řecké a v syrské církvi 6. září (den, kdy byly jeho ostatky přeneseny z Edessy na Chios), římskokatolická církev jeho památku slavila do roku 1969 21. prosince, nyní se jeho svátek slaví 3. července (den, kdy byly jeho ostatky přeneseny do Edessy).

## Svátek
V Česku patřil tradiční svátek svatého Tomáše 21. prosince k nejvýznamnějším dnům adventu. Soustředily se něj věštby týkající se lásky a manželství a probíhaly maskované obchůzky. Například na Chodsku chodil bíle oděný Tomáš vyptávat se dětí, zda nejsou mlsné. Na Hořicku se v tento den dralo peří a po půlnoci začali ženy hodovat. V pranostikách se tradovalo že,  „Na sv. Tomáše zima se rozpáše.“ a že „Na svatého Tomáše nejdelší je noc naše.“ Připravoval se také zvláštní pokrm, tomáškový kompot.
V německém prostředí, včetně českých Němců, byla noc následující po svátku první z dvanácti či více nocí zvaných Rauhnächte, během kterých dosahovaly temné síly největší moci. O svátku bylo také zakázáno příst, z obavy před trestem od Frau Holle.
V Norsku se Tomášův svátek (Tomasmesse) slavil před nahrazením katolictví luteránství v roce 1537 a podle středověkého zákona zahajoval třítýdenní vánoční příměří. Stále se však zachovaly některé světské či lidové obyčeje, jako bylo vaření Tomas brygger „Tomášova piva“ nebo různé pranostiky spojené se svátkem, počasí tohoto dne se mělo opakovat celou zimu. Tomášovské symboly se objevují také na středověkých stavkirke, jedná se buď solární motivy (kříž, slunce, půlslunce) nebo takové spojené s vařením piva (pivní sud, svatý Tomáš s kloboukem v jedné ruce a půllitrem v druhé.